# Andrius Mamontovas

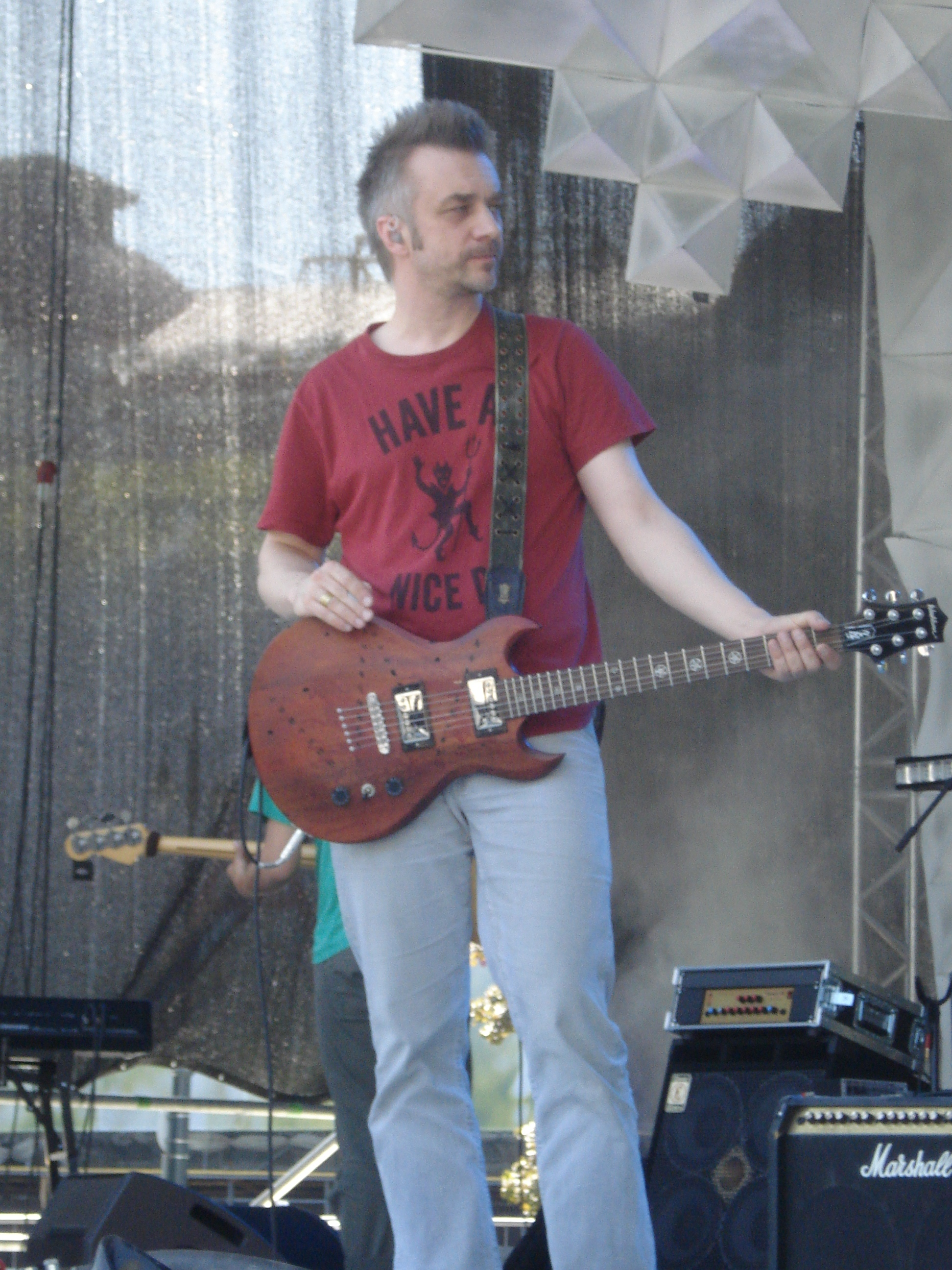

Andrius Mamontovas, född 23 augusti 1967 i Vilnius, är en litauisk sångare, låtskrivare, musikproducent och skådespelare. Sedan 1995 har han släppt 18 soloalbum. 
År 2006 representerade han Litauen i Eurovision Song Contest 2006 i Aten som medlem i gruppen LT United. Där framförde de låten "We are the Winners" som Mamontovas själv varit med och skrivit. I finalen den 20 maj hamnade de på sjätte plats med sina 162 poäng, Litauens bästa resultat i tävlingen någonsin.
Den 11 januari 2008 släpptes filmen Loss, eller Nereikalingi žmonės som är den litauiska titeln, som Mamontovas spelar i. Filmen var Litauens förslag till en Oscar för bästa utländska film. Vinnare blev dock filmen Avsked från Japan.

## Diskografi

### Album
- 1995 - Pabėgimas
- 1997 - Tranzas
- 1998 - Šiaurės naktis. Pusė penkių
- 1999 - Mono Arba Stereo
- 2000 - Šiaurės naktis. Pusė penkių
- 2000 - Anapilis
- 2000 - Cloudmaker
- 2000 - Visi langai žiūri į dangų
- 2001 - Cloudmaker. No Reason Why
- 2001 - Clubmix.lt
- 2002 - O, meile!
- 2003 - Beribiam danguje
- 2004 - Tadas Blinda
- 2006 - Saldi.Juoda.Naktis.
- 2006 - Tyla
- 2008 - Geltona. Žalia. Raudona
- 2011 - Visi langai žiūri į dangų'11
- 2011 - Elektroninis dievas